# Kyseliwka (rejon nowogrodzki)
Kyseliwka (ukr. Киселівка) – wieś na Ukrainie, w obwodzie czernihowskim, w rejonie nowogrodzkim, w hromadzie Nowogród Siewierski. W 2001 liczyła 35 mieszkańców.